# Bridgewater Associates

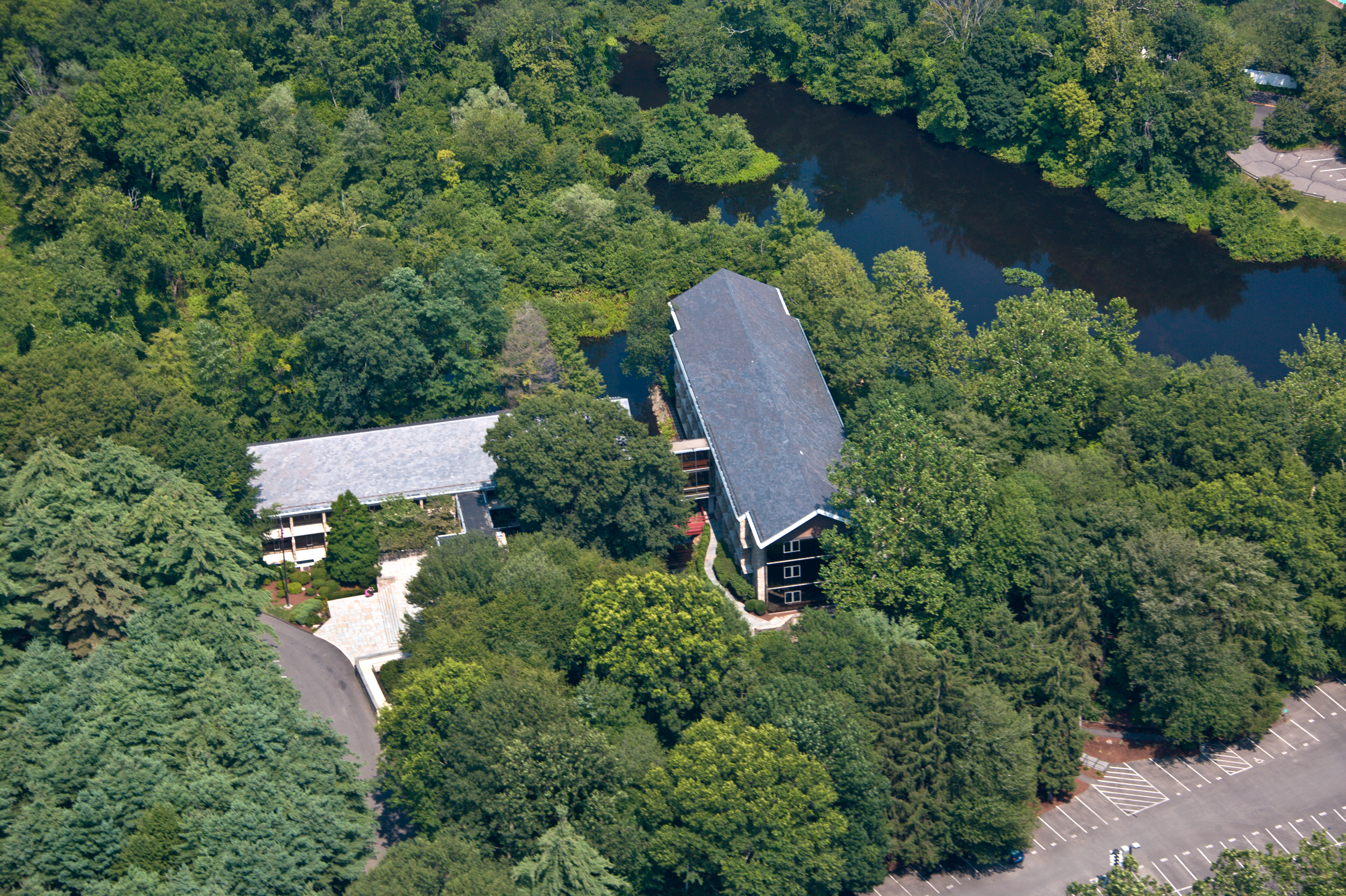
Bridgewater Associates – One Glendinning Place, Westport, Connecticut en 2009

Bridgewater Associates est un des plus importants fonds d'investissement alternatif au monde, fondé par Ray Dalio en 1975. Il emploie environ 1 200 professionnels et est basé à Westport (Connecticut).
Bridgewater dispose d'environ 89 milliards de dollars d'actifs sous gestion dans son hedge fund et un total de 74 milliards de dollars d'actifs confiés par plus de 270 clients basés aux États-Unis et dans 19 autres pays. Ces clients sont principalement fonds de pension, des fondations, des gouvernements étrangers et des banques centrales,.